# Hydraecia petasitae
Hydraecia petasitae là một loài bướm đêm trong họ Noctuidae.